# Раскадровка
Раскадровка — это последовательность рисунков, служащая вспомогательным средством при создании фильмов. Она помогает визуально представить, каково видение режиссера, каким образом снимать фильм.

## История возникновения
История раскадровки берёт своё начало в эпоху немого кино. Форма раскадровки, которая широко известна сегодня, была разработана в студии Walt Disney в начале 1930-х годов. В биографии своего отца, Уолта Диснея, Диана Дисней Миллер объясняет, что первая полная раскадровка была создана в 1933 году. Первая раскадровка появилась из комиксов в 1920-х годах для иллюстрации концепций короткометражных мультфильмов, таких как «Безумный самолёт» и «Пароходик Вилли». В течение нескольких лет эта идея распространилась по студиям.
По словам Кристофера Финча, идея нарисовать сцены на отдельных листах бумаги и закрепить их на доске пришла аниматору Уэббу Смиту. Фильм «Унесённые ветром» (1939) был весь раскадрован, что само по себе являлось новшеством в процессе создания фильма. Раскадровка стала популярной в игровых фильмах. В начале 1940 года вырос спрос на раскадровки, так как студии и режиссёры хотели видеть предварительную визуализацию фильмов.
В классических фильмах, таких как картина «Гражданин Кейн» Орсона Уэллса и «К северу через северо-запад» Альфреда Хичкока, режиссёры создали раскадровки, которые технически невозможно было снять на камеры того времени, так как изображённые кадры имели «невозможную» глубину и углы съёмки. Настоящие камеры не смогли бы поместиться в декорации.
Раскадровка стала часто использоваться при производстве художественных фильмов в начале 1940-х годов.
В 1980-х годах наработки из кинопроизводства стали использоваться при разработке программного обеспечения.

## Применение

### Кино
Раскадровка — это последовательность изображений (кадров), описывающих происходящие действия в фильме подобно комиксу. Причём ракурсы и крупность выбираются в соответствии с требованиями и задачами режиссёра и оператора. Кадры выглядят аналогично тому, как будут сняты через объектив камеры. Это позволяет продюсеру, режиссёру, оператору, художнику-постановщику, актёрам, заказчикам рекламы или музыкального клипа, а также другим участникам съёмочной группы представить как будут сняты кадры, избежать возможных проблем и проще согласовать свои действия. Кроме того раскадровка позволяет более точно провести бюджетное планирование, составить план и график съёмок. А также сократить требуемое время на стадии производства, так как режиссёру не приходится на месте придумывать кадры и объяснять их всем остальным. Часто раскадровка снабжается пометками, диалогами актёров, описанием места и времени действия. А также стрелками или другими указателями, показывающими направление движения камеры.
Флешбеки в сценарии иногда появляются после того, как уже создана раскадровка в хронологическом порядке.
Раскадровка является для режиссёра ориентиром во время съёмок, но ей не всегда строго следуют. Оператор уже на площадке может предложить снять кадр с другого ракурса. Или из-за объективных внешних факторов приходится вносить коррективы в план съёмок. Однако раскадровка является хорошей базовой подготовкой.

### Театр
Раскадровки используются не только в кино, но и в театре. Режиссёр Константин Станиславский разработал раскадровку спектаклей в своих подробных планах производства для Московского Художественного театра (в качестве примера можно привести «Чайку» Чехова, 1898).
Немецкий режиссёр и драматург Бертольт Брехт использовал раскадровку как составную часть своего драматического приёма en:Fabel.

### Аниматик
Аниматик (англ. animatic) используется при создании анимации или визуальных эффектов, для раскадровки макетов, упрощённых моделей анимации. Он позволяет лучше понять, как будет выглядеть готовая сцена.
В наиболее простой форме аниматик выглядит как мультфильм из последовательности статичных кадров, которые озвучены голосами, звуками или музыкой. При этом продолжительность каждого кадра приблизительно равна продолжительности планируемого кадра в фильме.
В случае необходимости в аниматик вносятся исправления до тех пор, пока препродакшн не будет полностью завершён.
В случае традиционной ручной анимации требуются месяцы работы команды аниматоров, чтобы получилось несколько минут мультфильма. Поэтому крайне важно на этапе подготовки проверить все возможные аспекты будущей работы. Таким образом аниматик может предотвратить непредвиденные расходы и существенно сократить время производства.
При создании мультфильма на компьютере благодаря раскадровке сокращается время работы дизайнеров локаций и персонажей, так как они видят кадры и прорабатывают только те объекты, которые будут в финальной сцене.
Часто раскадровки анимируются простейшими способами в видеоредакторах с помощью масштабирования и переходов. Такая анимация может быть объединена с футажами, звуковыми эффектами, диалогами. Всё это позволяет создателям лучше понять, как будет сниматься и монтироваться фильм.

#### Рипоматик (сизл)
Одним из видов аниматика является рипоматик (англ. rip-o-matic, от rip — захват оригинала, и animatic — предварительная визуализация) или по-другому сизл. Это анимация из сцен существующих фильмов, видеороликов, видеорекламы, клипов, телевизионных программ, компьютерных игр, фотографий и gif-анимации, которые имитируют внешний вид предполагаемого фильма. Сизлы часто используют для презентации проектов на питчингах, перед заказчиками или инвесторами.

#### Фотоматик
Фотоматик или диджиматик (англ. photomatic, digimatic) — разновидность аниматика. Это раскадровка, основанная на анимации фотографий, отредактированных в видеоредакторе и образующих последовательность кадров с фоновыми звуками, диалогами или музыкой. Чаще всего используется рекламными агентствами для проведения исследований эффективности влияния на целевую аудиторию перед тем, как начать работать над «полной» версией видеоролика.
Благодаря использованию стоковых изображений и программ нелинейного монтажа фотоматик можно сделать в кратчайшие сроки и за незначительную часть производственного бюджета.
Интересно, что в США под брендом Photomatix работают фотокабины, которые за монету печатают полоску с 4 фотографиями, что по виду напоминает раскадровку.

### Комиксы
Иллюстраторы-сценаристы пользуются схематичной раскадровкой для первоначальной проработки сценариев комиксов. Художники отображают схематичное расположение персонажей, фонов и выносок, в которых указывают основные мысли диалогов. Художник Карл Баркс использовал раскадровки при создании комикса Junior Woodchuck.
Джо Кесада, режиссёр первого эпизода веб-сериала «Агенты „Щ. И. Т.“: Йо-Йо», оформил раскадровки как комикс, говоря: «Те же самые правила сторителлинга, будь то кино или телевидение, применимы и к комиксам, когда вы делаете это правильно».

### Бизнес
В бизнесе раскадровка используется для планирования рекламных кампаний, таких как производство рекламных роликов, корпоративных видео, бизнес-презентаций. Раскадровки помогают убедить руководство и заказчиков в правильности идей. Рекламные агентства часто прибегают к помощи профессиональных художников или фотографов, а также дизайнеров.
Консалтинговые фирмы обучают персонал компаний созданию раскадровок для записи своих мыслей и идей. Этот способ аналогичен записи заметок или рисованию набросков.
В бухгалтерском учёте используются раскадровки в виде блок-схем, которые отображают последовательность действий или бизнес-процессов, а также взаимодействия между ними.
Метод расчёта себестоимости по видам деятельности использует раскадровки для определения стоимости потребляемых ресурсов, выявления и снижения затрат, определения эффективности всех основных видов деятельности, а также для оценки новых видов деятельности, которые могут улучшить будущую производительность.
Метод раскадровки качества (англ. en:Quality storyboard позволяет облегчить внедрение улучшенных стандартов качества в организации.
Раскадровка а-ля «дизайн комиксов» (англ. Design comics- позволяет включить клиента в описание бизнес-процессов. Данный метод был популяризирован Кевином Чэнгом и Джейн Джао в 2006 году.

### Романы
Раскадровками пользуются романисты, так как пишут свои истории по сценариям, а не главам. Этот способ удобен для составления сюжета в последовательности событий и соответственно возможности перестановки сцен.

### Рич-медиа
Относительно недавно раскадровка стала использоваться в веб-дизайне, разработке программного обеспечения, педагогическом дизайне для описания в письменной форме интерактивных событий, звуков и движения. Особенно при проектировании пользовательских интерфейсов и сайтов.

### Программное обеспечение
При разработке программного обеспечения раскадровка является частью прототипирования используется в качестве части спецификации или технического задания. На этапе спецификации экраны и окна будущей программы рисуются либо от руки либо на компьютере. Это делается, чтобы проиллюстрировать наиболее важные шаги пользователя во время взаимодействия с программой. Раскадровка может редактироваться в зависимости от требований программистов и заказчика.
Раскадровка помогает пользователю более точно понять, как будет работать программное обеспечение, ещё до написания самой программы. Дешевле и экономически выгоднее внести изменения в проект на стадии создания раскадровки, чем уже в реализованный продукт.
Программы для создания раскадровок
- Xcode

### Компьютерные игры
На стадии препродакшна компания-разработчик компьютерной игры делает эксизы и раскадровки, чтобы убедить руководство и издателя запустить производство игры. В раскадровке изображается игровой мир, главные персонажи и основные действия героев.
Перед тем, как появится одобренный дизайн, основная команда программистов и художников может начать работу над идеями. Программисты могут разработать начальные прототипы для демонстрации одной или нескольких возможностей, которые хотят видеть в игре некоторые посредники. Или они могут начать разработку каркаса, который, в конечном счёте, будет использоваться игрой. Художники могут нарисовать эскизы, как плацдарм для разработки реальных игровых ресурсов. Сначала продюсер может работать над игрой неполный рабочий день, но повышать свою занятость по мере продвижения разработки.

## Преимущества
Раскадровка позволяет:
- провести тщательное планирование;
- внести изменения в проект до того, как начнётся его реализация[11];
- предварительное групповое обсуждение и внесение изменений может позволить придумать больше идей;
- создание взаимопонимания между участниками съёмочной группы.

## Недостатки
- Ограничение творческой свободы режиссёра и оператора на съёмочной площадке.
- Может оказаться технически невозможно реализовать идеи, изображённые в раскадровке.

## Создание
Раскадровка на небольших проектах создаётся режиссёром или оператором. На коммерческих проектах обычно привлекают профессионального раскадровщика или студию. Раскадровка для фильма создаётся в несколько этапов. Она может быть выполнена как на бумаге, так и на компьютере.
Основные задачи раскадровки:
- визуализировать повествование;
- объединить историю и время в нескольких ключевых кадрах;
- определить технические параметры: движение персонажей, параметры камеры и света, декорации и костюмы.

В случае отрисовки от руки сначала нужно нарисовать или распечатать пустой шаблон, который выглядит как набор из нескольких пустых прямоугольников с соотношением сторон как у будущего фильма. Вокруг каждого прямоугольника оставляют пустое место для названия сцены, номера кадра, комментариев, пометок или диалогов персонажей. Некоторым художникам удобнее рисовать каждый кадр на отдельном листе, чтобы была возможность изменять порядок их следования или добавлять дополнительные листы.
При необходимости и достаточном бюджете создаются 3D-раскадровки. Преимущество превизуализации заключается в том, что она показывает, как будет выглядеть изображение в камере при использовании конкретного объектива. Существенным недостатком являются большие трудозатраты и требуемое время на создание.
Программы
- Adobe Photoshop
- Adobe Illustrator
- Corel Painter
- Cine Designer для Cinema 4D